# ペリー (DD-11)
|          |                                                     |
| 艦歴     |                                                     |
| 発注     |                                                     |
| 起工     | 1899年4月19日                                       |
| 進水     | 1900年10月27日                                      |
| 就役     | 1902年9月4日                                        |
| 退役     | 1919年7月2日                                        |
| その後   | 1920年1月5日にスクラップとして売却                  |
| 除籍     | 1919年9月15日                                       |
| 性能諸元 |                                                     |
| 排水量   | 480トン                                             |
| 全長     | 250 ft 6 in (76.35 m)                               |
| 全幅     | 23 ft 8 in (7.21 m)                                 |
| 吃水     | 7 ft 3 in (2.21 m)                                  |
| 機関     |                                                     |
| 最大速   | 29ノット (54 km/h)                                  |
| 乗員     | 士官、兵員73名                                      |
| 兵装     | 3インチ砲2門、 6ポンド砲5門、 18インチ魚雷発射管2門 |

ペリー (USS Perry, DD-11) は、アメリカ海軍の駆逐艦。ベインブリッジ級駆逐艦の11番艦。艦名は米英戦争におけるエリー湖の戦いで勝利を得たオリバー・ハザード・ペリー代将に因む。その名を持つ艦としては2隻目。

## 艦歴
ペリーは1899年4月19日にカリフォルニア州サンフランシスコのユニオン鉄工所で起工する。1900年10月27日にモード・オコーナーによって進水し、1902年9月4日に艦長セオドア・C・フェントン大尉の指揮下就役した。
ペリーは太平洋水雷小艦隊に配属され、メア・アイランドを拠点として活動した。作戦活動においては北はアラスカから南はメキシコ沿岸まで巡航し、1908年の秋に艦隊と合流、ハワイ海域で艦隊演習に従事した。
ペリーは1906年4月18日のサンフランシスコ地震で発生した火災の消火活動に参加した。4月18日の夜明け前に、ペリーの乗員は激しい揺れによって起こされた。サンフランシスコでは火災が発生し、ペリーの乗員は4日間、不眠不休で西部地区の消火活動、倉庫や被災家屋の略奪者からのパトロール、負傷者に対する医療援助を行った。
アメリカ合衆国が第一次世界大戦に参戦すると、ペリーは1917年7月28日からカリフォルニア沖合を巡航し、その後パナマ運河地帯へ向かい、運河の入り口を警戒した。1918年5月30日、ペリーはフロリダ・キーズの警戒任務のためキーウェストへ向かう。停戦協定後、ペリーは1919年1月29日にデラウェア湾へ向かい、その後フィラデルフィア海軍工廠で7月2日に退役するまで留まった。ペリーは1919年9月15日に除籍され、1920年1月5日にスクラップとして売却された。